# Estadio Arena Olímpica
El Estadio Arena Olímpica es un escenario para deportes de playa ubicado en la ciudad de Manta, en Ecuador. Fue construido con el propósito de albergar el escenario para deportes de playa. Se ubica en la Playa El Murciélago cerca de las zonas hoteleras de la ciudad y del Terminal Portuario de Manta.

## Descripción
El estadio está emplazado sobre el sector más ancho de la faja arenosa de la playa El Murciélago y esta no muy cerca del Terminal Portuario del Puerto de Manta y para la cancha se niveló la arena de la misma playa. Las gradas se levantan con tablones soportados por andamios por los cuatro costados, no contiene tribunas techadas. Los baños y los vestuarios se ubican en carpas exteriores al recinto. Cabe destacar que es el primero -y al momento- el único estadio de futbol playa del Ecuador.

## Eventos
La instalación se inauguró con los II Juegos Suramericanos de Playa celebrados en Manta en octubre de 2011 en que este balneario fue escenario principal en los juegos de arena.
Entre otras competiciones menores que allí se celebran se enumeran: Liga Ecuatoriana de Fútbol Playa de la Federación Ecuatoriana de Fútbol,